# 24520 Abramson
24520 Abramson (tên chỉ định: 2001 CW1) là một tiểu hành tinh vành đai chính. Nó được phát hiện bởi dự án Nghiên cứu tiểu hành tinh gần Trái Đất Lincoln ở Socorro, New Mexico, ngày 1 tháng 2 năm 2001. Nó được đặt theo tên Ronit Batya Roth Abramson, an American high school student whose environmental sciences project won second place ở the 2008 Giải thưởng Khoa học và Kỹ thuật Intel.